# ويليام لويس كار
ويليام لويس كار (بالإنجليزية: William Louis Carr)‏ هو عسكري أمريكي، ولد في 1 أبريل 1878 في بيبودي في الولايات المتحدة، وتوفي في 14 أبريل 1921.